# Indivirus
„Indivirus“ (IndV) ist eine vorgeschlagene Gattung von Riesenviren im Phylum Nucleocytoviricota (früher Nucleocytoplasmic large DNA viruses, NCLDV), Familie Mimiviridae, Unterfamilie Klosneuvirinae, mit nur einer Spezies, „Indivirus ILV1“.
Wie alle diese Riesenviren haben sie ein Genom aus einer doppelsträngigen DNA (dsDNA). Die Gattung wurde bei der Analyse von Metagenomproben aus Bodensedimenten von Ablagerungen in der Kläranlage in Klosterneuburg nahe bei Wien, Österreich, gefunden. Zusammen mit „Indivirus“ wurden dort von Schulz et al. 2017 drei weitere identifizierte Virusgattungen vorgeschlagen: „Klosneuvirus“, „Catovirus“ und „Hokovirus“, die allesamt taxonomisch als Klosneuviren (Unterfamilie „Klosneuvirinae“) klassifiziert werden.

## Genom
„Indivirus ILV1“ hat ein Genom von 861.511 Basenpaaren (bp) und kodiert vorhergesagt 744 Proteine (bei 660 Genfamilien), das ist das kleinste Genom unter den genannten Klosneuviren. Der GC-Gehalt beträgt niedrige 26,6 %.
Indivirus ILV1, Isolat Indivirus_1, hat (ähnlich wie Hokovirus  HKV1, Isolat Hokovirus_3) eine Gensequenz (Hokovirus_3_276), die dem V12-Gen des Virophagen Sputnik ähnelt.

## Wirte
Die Metagenomanalyse der ribosomalen 18S-rRNA zeigte weiter, dass ihre Wirte einfachen Cercozoa (zumindest) nahestehen.

## Systematik
Mit Stand 6. Mai 2023 ist die Gattung „Indivirus“ noch nicht vom International Committee on Taxonomy of Viruses (ICTV) bestätigt (Master Species List #38).
Phylogenien der Klosneuviren, die die Gattung „Indvirus“ bzw. die Spezies „Indivirus ILV1“ einschließen, finden sich beispielsweise bei Disa Bäckström et al. (2019), Fig. 3, oder unter Klosneuvirinae §Systematik: Kladogramm.